# Земетресение в Западна Ява (2022)
На 21 ноември 2022 г., в 13:21 ч. местно време (UTC+7:00), земетресение с магнитуд 5,6 се случва в Западна Ява, Индонезия. Най-малко 327 души загиват, 7 729 са ранени, а 13 остават в неизвестност. Повече от 62 628 домове са разрушени в 16 области и околността. Земетресението е силно усетено в Джакарта. Това е най-смъртоносното земетресение, ударило Индонезия след земетресението на Сулавеси през 2018 г.

## Тектонска обстановка
Ява се намира близо до активна конвергентна граница, която разделя Сундската плоча на север и Австралийската плоча на юг. Зоната на субдукция е способна да генерира земетресения с магнитуд до 8,7, докато Австралийската плоча може също да бъде генератор на по-дълбоки земетресения в низходящата литосфера (земетресения в рамките на плочата) под бреговете на Ява. Зоната на субдукция предизвиква две разрушителни земетресения и цунами през 2006 г. и 1994 г. Земетресение в рамките на плочата през 2009 г. също причинява сериозни разрушения.
В сравнение със силно наклонената конвергенция през границата на плочата в Суматра, близо до Ява, тя е близка до ортогонална. Въпреки това, все още има малък компонент от ляво странично приплъзване, който се намира в надвисналата плоча Сунда. Разломът Чимадири е една от структурите, за които се смята, че са отговорни. Теренните изследвания, комбинирани с морфометричен анализ, показват, че зоната на разлома Чимандири е сравнително широка зона на разломи и нагъвания, с идентифицирани шест сегмента. По-старите части от зоната на разлома показват доказателства за доминиращо ляво странично свличане, докато по-младите части показват главно наклонено свличане, със смес от обратен разлом и ляво странично свличане.

## Земетресение
Според Агенцията по метеорология, климатология и геофизика (BMKG), земетресението е станало на дълбочина от 11 km, което го класифицира като плитко. Има фокален механизъм на приплъзване и се свързва със сеизмична активност на разлома Чимандири или Падаларанг, въпреки че точният източник не е определен. Разломът Чимандири е дълъг 100 km и минава покрай река Мандири. Простира се от залива Палабуханрату до Чианхур. Това е наклонен разлом с малък вертикален компонент по протежение на участъка от залива Палабуханрату до югоизточно от Сукабуми. Заедно с разломите Лембанг и Барибис, тези структури могат да генерират разрушителни земетресения.
Земетресението може също да е предизвикано по друг разлом. Професор по инженерна геология в университета Паджанджаран твърди, че местоположението на епицентъра, на 10 км от следата на разлома Чимандири, го прави малко вероятен източник. Възможният разлом на източника е бил погребан под вулканични отлагания от планината Геде.
Геоложката служба на Съединените щати (USGS) заявява, че земетресението е настъпило в резултат на свличане в кората на плочата Сунда. Фокалните механизми показват, че разкъсването е настъпило или при стръмно наклонен северно наклонен разлом с дясно странично свличане, или на стръмно наклонен на изток ляв страничен свличащ разлом. Местоположението му е на 260 km североизточно от зоната на субдукция.
Земетресения са регистрирани в Чианджур от 1844 г. насам. През 1910, 1912, 1958, 1982 и 2000 г. земетресенията причиняват щети и жертви в района. Чианджур също е засегнат от земетресение от 1879 г., което взима жертви. Плитките вътрешни земетресения в Ява са редки, но смъртоносни. През 1924 г. близо до Уонособо около 800 души загиват от две земетресения. Четири други земетресения през 20-ти век причиняват между 10 и 100 смъртни случая. Земетресението в Джокякарта през 2006 г. също е плитко земетресение, убивайки 5 749 души.

## Въздействие
Въпреки умерения размер на земетресението, плитката му дълбочина предизвиква силно разтърсване. Земетресения с такъв размер обикновено се свързват с относително незначителни щети, но плитката дълбочина и лошите конструкции са фактор за разрушенията. Националната агенция за противодействие на бедствията (BNPB) заявява, че степента на щетите по домовете и сградите все още се оценява, но описва щетите като „огромни“. Поражения са нанесени в 12 от 32-те области, а областта Чианхур—Чукенанг е най-силно засегната.
Най-малко 62 628 домове са разрушени. Най-малко 13 070 и 22 124 къщи съответно умерени и леки щети. Най-малко 422 училища, 144 религиозни места, 13 офиса и три здравни заведения също са разтърсени. Търговски център се срутва. Две правителствени офис сгради, три училища, болница, религиозно съоръжение и ислямско училище-интернат са засегнати. Министерството на вероизповеданията заявява, че 21 джамии са засегнати.
Свлачища прекъсват пътища. Съборени дървета, изкоренени електрически стълбове и прекъснати захранващи кабели също има по пътищата. Министерството на енергетиката и минералните ресурси съобщава, че две свлачища са възникнали в област Кугенанг. Село в Кугенанг с осем къщи е напълно затрупано от свлачище.
Прекъсванията на електрозахранването засягат повече от 366 000 домове, от които 89% вече са възстановени.
Земетресението е усетено силно в Джакарта, столицата на Индонезия, което кара жителите да се стичат по улиците. Високите сгради се разлюляват и са евакуирани. Пукнатини се появяват на жилищна сграда в Анкол, Северна Джакарта.

## Жертви
Най-малко 327 души са загинали според BNPB, 165 от тях са идентифицирани. Повечето от смъртните случаи са причинени от срутващи се сгради. Мнозинството са ученици от няколко училища, които загиват след като са ударени от падащи отломки. BNPB разкрива, че повече от една трета от убитите са деца. Телата на десет души са открити под свлачище в област Кугенанг.
Други 7 729 души са ранени - 595 в тежко състояние. До 13 души остават в неизвестност, вероятно затрупани под срутени конструкции. Всички изчезнали са от или близо до село Чиджедил, когато настъпва земетресението. Десетки ученици са ранени от падащи отломки в техните училища. Ранените са откарани в четирите болници около Чианджур. Поради голям брой ранени, пристигащи в болницата, на паркинга е вдигната полева болница. В болница Чимакан 237 души са лекувани - 150 са изписани, докато други 13 са починали. Още 100 330 души са разселени и търсят убежище в 449 места за евакуация.